# Império Tangute

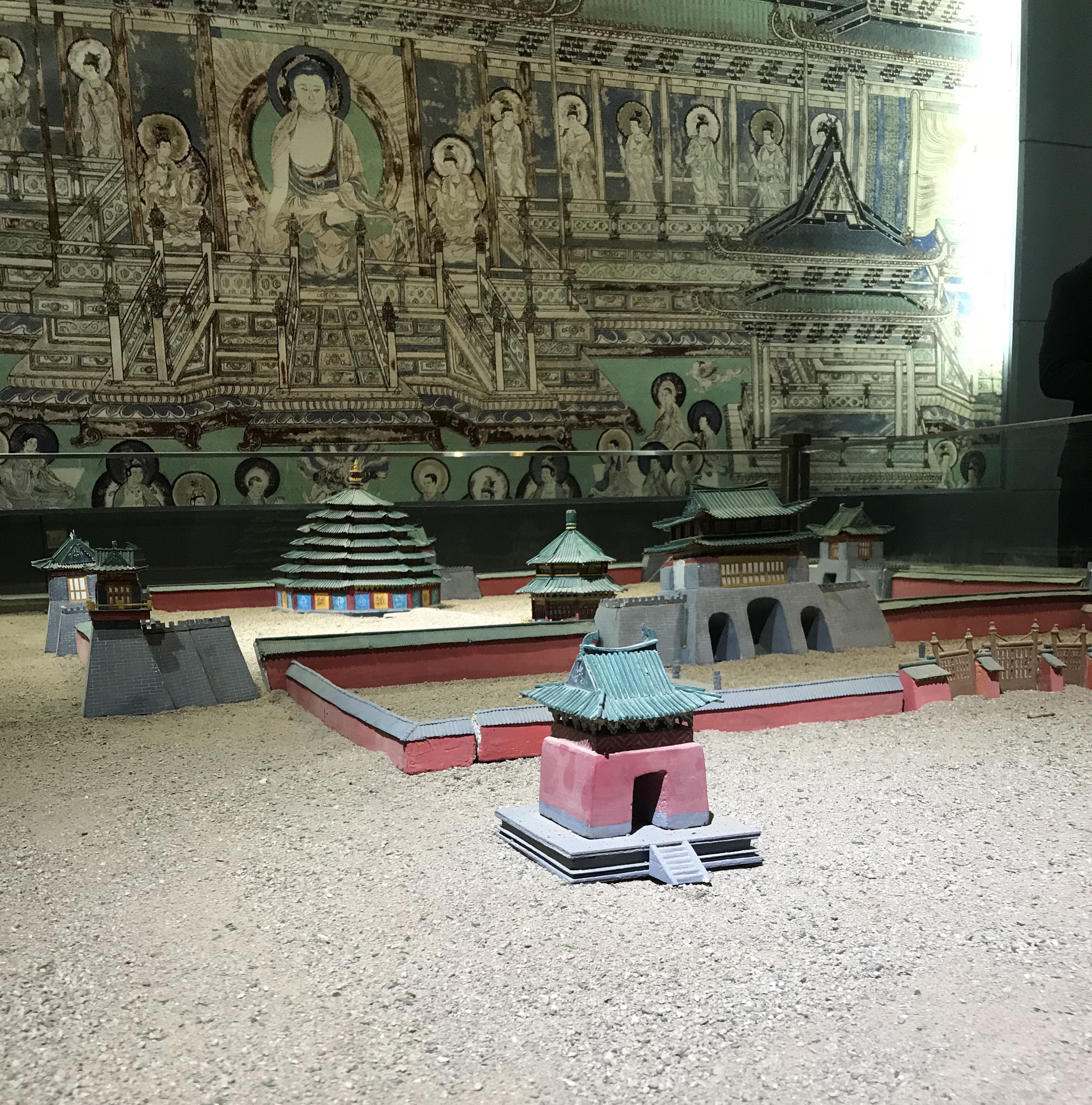
Modelo reconstruído do Mausoléu de Xixia (Xia ocidental) no museu Xixia, Yinchuan. O fundo é um mural na caverna No.3 da gruta de Yulin, Dunhuan

O Império Tangute, também conhecido como Dinastia ou Império Xia Ocidental, ou Império de Xi Xia (chinês: 西夏; pinyin: Xī Xià; Wade-Giles: Hsi Hsia) foi um Estado que existiu entre os anos 1038 e 1227 no planalto da região noroeste do território actual da República Popular da China. Foi fundada pelo clã Lǐ  (não confundir com a família Li, que havia fundado a dinastia Tang)
Situado em parte do território ocupado na actualidade pelas províncias de Gansu e Shaanxi e pela Região Autónoma Hui de Ningxia, o estado foi fundado pelos tangutes, um povo nômade que descendia dos tuobas, o povo que havia fundado a dinastia chinesa dos Wei do Norte. Os tangutes tinham a sua própria língua, o tangute, caracterizado por um complexíssimo sistema de escritura composto por milhares de caracteres, a imensa maioria dos quais não pôde ser decifrada.

## Relação com os estados chineses
Apesar de manter uma identidade cultural e linguística própria, o Império Tangute manteve uma relação muito estreita com o mundo chinês. Além da classe dirigente tangute, grande parte da população consistia em chineses han, bem como tibetanos e uigurs. A localização do estado tangute em plena Rota da Seda dava-lhe um papel importante no comércio exterior dos estados chineses orientais, tanto com as dinastias fundadas no nordeste da China pelos também povos nômades quitais e jurchéns (dinastias Liao e Jin), bem como com a dinastia Song do sul, resíduo da dinastia Song que mantinha o poder a sul do Rio Huai He.

## História

### Fundação
O império surgiu trezentos anos após uma migração forçada dos tangutes nativos do Tibete, pressionados por outros povos tibetanos no Século VII que estabeleceram-se nos vales férteis do médio Rio Amarelo, tendo como centro de sua civilização a localidade de Ordos.
A fundação de um estado pelos tangutes remonta-se ao ano 982, mas seria em 1038 quando o governante tangute Lǐ Yuánhào (李元昊) se nomeou a si mesmo imperador, e exigiu do imperador Song o reconhecimento como igual. A corte Song aceitava reconhecer Li Yuanhao como 'dirigente', mas não como 'imperador', título que considerava exclusivo do imperador Song. Depois de intensos contactos diplomáticos, em 1043 o estado Tangute aceitaria reconhecer o imperador Song como imperador em troca de um tributo anual, o qual supunha um reconhecimento tácito por parte dos Song do poderio militar e económico dos tangutes.
Após a queda da Dinastia Tang, na China, e o estabelecimento da Dinastia Song (que causou a divisão e o enfraquecimento do Império Chinês), estes se aproveitaram da oportunidade para tomar terras mais a leste e fundar formalmente o império sob o reinado de Li Yuan-hao construindo uma capital próxima a atual cidade chinesa de Yinchuan e expandiram suas fronteiras em todas as direções, ocupando uma área entre os contrafortes nortes do Himalaia e o sul do Deserto de Gobi, e entre as montanhas Helan a oeste e o reino vassalo de Xia ("Xi Xia", em mandarim, significa "Xia Ocidental"), do Império Song, a leste, incluindo um trecho de 1 000 km da lucrativa Rota da Seda.
A prosperidade gerada pelo comércio e pelas abundantes pastagens no século XI provocou uma guerra de 6 anos entre a China Song e Xi Xia, resultando na vitória dos tangutes. Dizem os relatos que a vitória mais significativa de Xi Xia deu-se quando seu exército, ao confrontar 20 000 soldados chineses, virou-se e marchou em direção a um estreito vale, esperando fazer uma emboscada. Porém, não havia visibilidade nos esconderijos para saber se os chineses estariam no local certo, o que dificultaria a ação. Então, o rei Yuan-hao ordenou a captura de pássaros e mandou prendê-los em caixas fechadas e deixá-los pelo caminho no vale. Quando os chineses chegaram e se depararam com as caixas ressoando o canto dos pássaros, os soltaram. A revoada foi o sinal para o ataque, que resultou na vitória dos tangutes.
Neste tempo, ainda, é atribuído a Li Yuan-hao a criação da escrita tangute, um sistema de escrita que mais tarde seria também adotado pelos mongóis. As leis budistas (sua religião oficial) foram codificadas segundo esta escrita, além de outras obras ainda não codificadas encontradas nas ruínas de Xi Xia.

### Declive e queda
Pouco após um ano desde o assinar deste acordo com os Song, o poder do Império Tangute ver-se-ia debilitado pela invasão dos kitán, sobrevivendo de forma precária até ser finalmente derrotado pelos mongóis em 1227 que conquistaram também os impérios Jin e Song do Sul, unificando a China e Mongólia sob a nova dinastia Yuan.
No início do Século XII, Xi Xia possuía cidades populosas, escolas públicas, artesãos especializados, metalúrgicos habilidosos, uma universidade para a formação de sábios e burocratas, e um exército que poderia chegar aos 300 000 homens, segundo estimativas. Porém, em meados daquele século, sismos, invasões e disputas sucessivas refrearam o crescimento do reino, que no entanto se manteve como um poder estável na região. Mas mesmo com todo esse poderio e organização não seria capaz de enfrentar em igualdade o exército de arqueiros montados de Gêngis Cã, que em 1209 invadiu Xi Xia pelo norte. Os tangutes tentaram uma aliança com a China controlada pela Dinastia Jin, sem sucesso. 
As hordas mongóis chegaram rapidamente à capital Xi Xia, mas jamais haviam tentado tomar uma cidade fortificada. Sem máquinas de sítio ou armas apropriadas, os mongóis se viram obrigados a romper diques de reservatórios de águas próximos, mas sem sucesso. Frente à ferocidade e violência do exército mongol, e sem apoio dos vizinhos chineses, Xi Xia viu-se logo reduzida ao status de Estado vassalo do Império de Gêngis Cã. 
Nas décadas seguintes, Xi Xia viu seu povo e sua cultura serem lentamente exterminados pela política agressiva de Gêngis Cã para com os povos conquistados. Após o enfraquecimento do Império Mongol, os chineses se encarregaram de apagar os últimos vestígios da cultura tangute e das obras de Xi Xia. Hoje, Xi Xia é praticamente desconhecido entre os próprios moradores atuais da região, com poucas ruínas ainda de pé, tendo grande parte de sua história revitalizada pelos esforços de arqueólogos russos e chineses do século XX.

## Governantes do Império Xia Ocidental
| Nome           | Nome Póstumo       | Nome Pessoal        | Tempo de Reinado |
| -------------- | ------------------ | ------------------- | ---------------- |
| Jǐngzōng 景宗  | Wǔlièdì 武烈帝     | Lǐ Yuánhào 李元昊   | 1038-1048        |
| Yìzōng 毅宗    | Zhāoyīngdì 昭英帝  | Lǐ Liàngzuò 李諒祚  | 1048-1067        |
| Huìzōng 惠宗   | Kāngjìngdì 康靖帝  | Lǐ Bǐngcháng 李秉常 | 1067-1086        |
| Chóngzōng 崇宗 | Shèngwéndì 聖文帝  | Lǐ Qiánshùn 李乾順  | 1086-1139        |
| Renzong 仁宗   | Shèngzhēndì 聖禎帝 | Lǐ Rénxiào 李仁孝   | 1139-1193        |
| Huánzōng 桓宗  | Zhāojiǎndì 昭簡帝  | Lǐ Chúnyòu 李純佑   | 1193-1206        |
| Yingzong 襄宗  | Jìngmùdì 敬穆帝    | Lǐ Ānquán 李安全    | 1206-1211        |
| Shenzong 神宗  | Eīngwéndì 英文帝   | Lǐ Zūnxū 李遵頊     | 1211--1223       |
| Xiànzōng 獻宗  | none               | Lǐ Déwàng 李德旺    | 1223--1226       |
| Mòdi 末主      | none               | Lǐ Xiàn 李晛        | 1226-1227        |